# 바디시

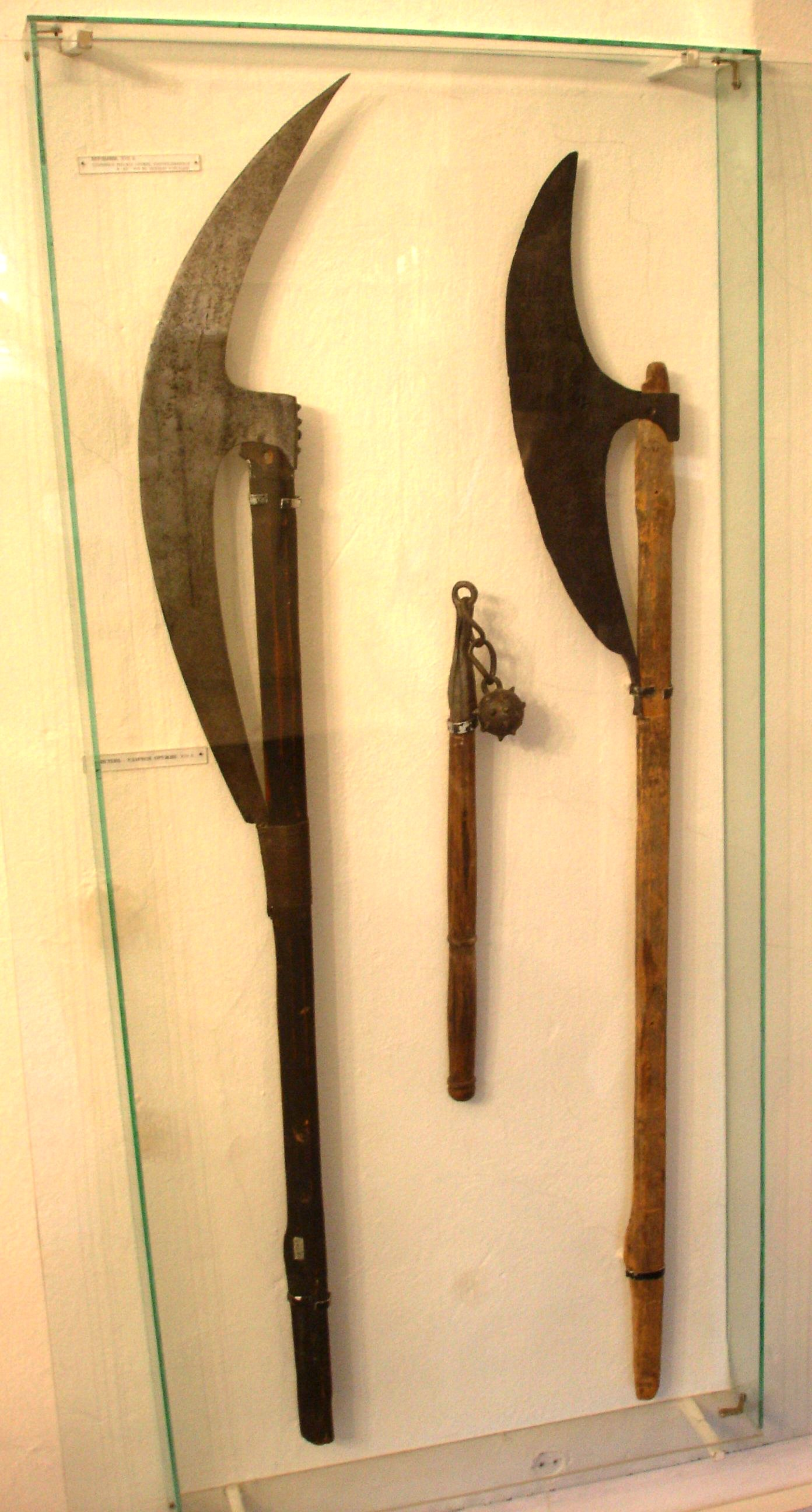
바디시 2자루와 플레일

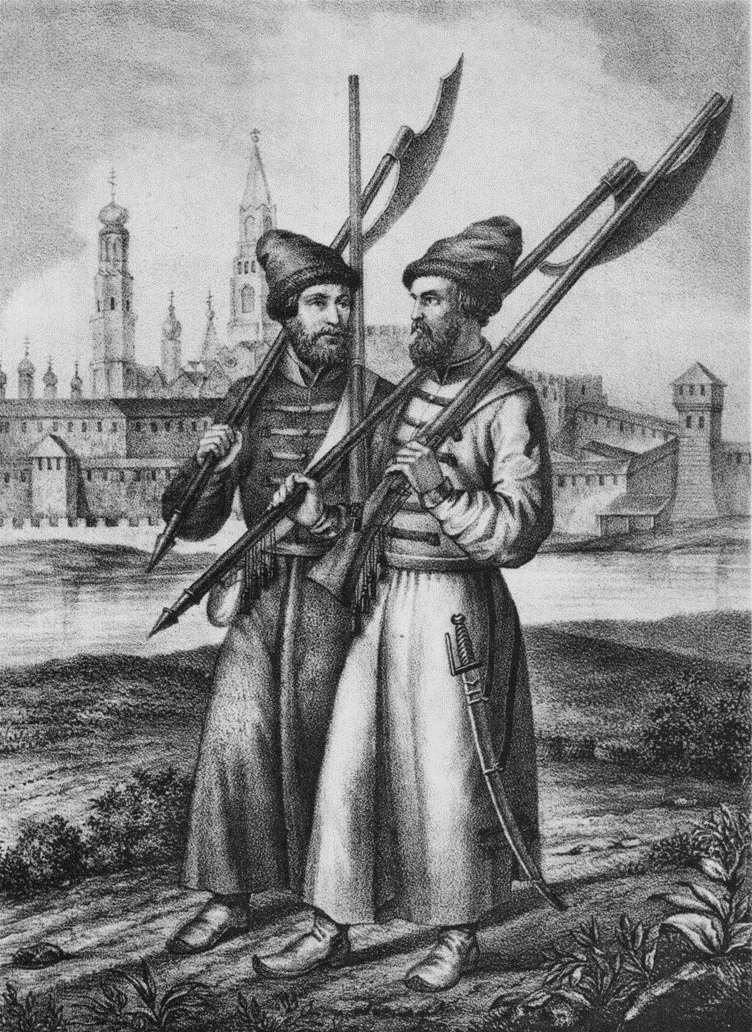
머스켓과 함께 바디시를 들고 있는 스트렐치 병사들. 17세기 판화

바디시 혹은 바르디슈는 폴암류 무기의 한 종류로, 주로 동유럽이나 러시아에서 사용되었다. 서유럽에는 중세와 르네상스 시대에 알려졌는데, 당시 서유럽에는 바디시와 비교되는 무기로 핼버드가 있었다.
무기 형태의 유래에 관해서는 많은 설이 있는데, 스칸디나비아 인들이 사용한 폭 넓은 도끼에서 비롯되었을 가능성이 크다. 하지만 정작 스칸디나비아에서는 15세기 말에 이르러서야 이 무기가 사용되었다. 일각에서는 고대와 중세 초기에 만들어졌다고 주장하나, 이것이 주로 사용된 것은 15세기 초반 러시아에서였다. 16세기에 이르러서는 러시아의 스트렐치 부대가 이 무기를 채택하여 사용하였다.

## 같이 보기
- 핼버드